# Leiophron mellipes
Leiophron mellipes är en stekelart som först beskrevs av Cresson 1872.  Leiophron mellipes ingår i släktet Leiophron och familjen bracksteklar. Inga underarter finns listade i Catalogue of Life.